# Bessos
Bessos, död sommaren 329 f.Kr., var satrap i Baktrien under kriget mellan Darius III och Alexander den store.
Tillsammans med ett antal övriga satraper fängslade Bessos Darius och stack senare ihjäl honom då den fångne kungen vägrade fortsätta fly undan Alexander. Kort därpå, 330 f.Kr., lät Bessos utropa sig till storkonung i Perserriket med namnet Artaxerxes och hoppades slå Alexander och driva bort makedonierna. Alexander lyckades dock driva honom på flykt, hans popularitet minskade bland folket och han utlämnades snart till makedonierna som torterade honom, skar av hans näsa och öron och lät avrätta honom i Ekbatana. Han blev den siste persiske storkonungen. Han regerade från efter mordet på Darius III.